# Slovenska vojska (revija)
Slovenska vojska je informativno-vojaškostrokovno glasilo Ministrstva za obrambo Republike Slovenije. Prvič je izšla 14. maja 1993.